# Sclerocactus mariposensis
Sclerocactus mariposensis är en kaktusväxtart som först beskrevs av J.Pinckney Hester, och fick sitt nu gällande namn av Nigel Paul Taylor. Sclerocactus mariposensis ingår i släktet Sclerocactus och familjen kaktusväxter. Inga underarter finns listade i Catalogue of Life.